# ۱۲۷۳ (خورشیدی)
۱۲۷۳ هزار و دویست و هفتاد و سومین سال هجری خورشیدی است.

## زادگان
- ۹ تیر - سید محمدهادی حسینی میلانی، فقیه و عالم مسلمان ایرانی
- ابوالحسن صدیقی نقاش و مجسمه‌ساز برجستهٔ ایرانی
- حسنعلی مستشار، سیاستمدار و ادیب ایرانی[۱]
- حسین قدس نخعی، سیاستمدار ایرانی.

## درگذشتگان
- ۱۵ بهمن - سید محمدحسن حسینی شیرازی، (زاده: ۱۱۹۴)، ملقب به میرزای شیرازی (میرزای بزرگ)[۲]